# Karnotaver
Karnotaver (znanstveno ime Carnotaurus) je rod teropodnih dinozavrov, ki so živeli v Južni Ameriki v obdobju pozne krede, pred 72 do 69,9 miljona let. Njegovo ime pomeni »mesojedi bik«.
Edina znana vrsta je Carnotaurus sastrei, njene fosile so odkrili leta 1984 v formaciji La Colonia v Argentini. Carnotaurus sastrei je bil lahko grajen dinozaver, ki je tehtal 1,35 tone. Bil je dober tekač. Na najbolj ohranjenem okostju se vidi nekaj kože. Nad očmi je imel debele rogove, ki naj bi po predvidevanju paleontologov služili v ozemeljskih spopadih. Lobanja je dolga 59,9 cm.